# 1 Pułk Przedniej Straży JKM (Wielkie Księstwo Litewskie)

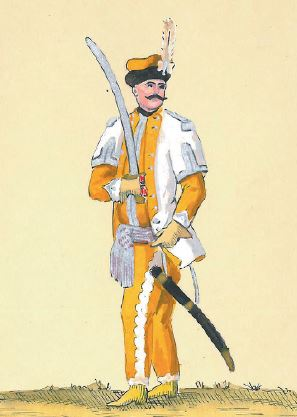
Pułkownik Baranowski

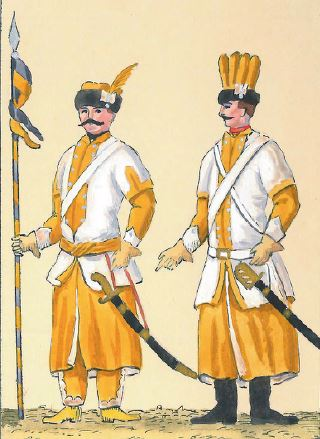
ułan i pocztowy

1 Pułk Przedniej Straży JKM Wielkiego Księstwa Litewskiego – oddział jazdy armii Wielkiego Księstwa Litewskiego wojska I Rzeczypospolitej.

## Formowanie i zmiany organizacyjne
Sformowany w 1776 z chorągwi lekkich narodowego autoramentu pod nazwą ułanów.
W 1776 roku liczył etatowo 374 żołnierzy. 

Lustracja dokonana w 1776 roku opisana została następująco:

Regulaminu niema, Płacę bierze podług Konst. 1717, ta zaś ie iest zbyt mała, ani przeto porządku w Pułku y Pocztów Ludzi słusznych, ani też Broni y Mundurów należytych mieć y dostarczyć niemoże. Przy Sztabie nigdy więcey nie znayduie się nad koni 60 którą powinność koleją, co dwa miesiące odmieniając się pełnią; Reszta wszyscy za dozwoleniem Hetmańskim po Domach siedzą bo z Traktamentu Całorocznego Trzechsett kilkadziesiąt Złłch na iednego Towarzysza przychodzącego, gdyżztegoż y Sam być wporządku oraz mieć wyżywienie, y Pocztowego z Koniem y wszelkim moderunkiem stawić powinien, niewysuspendowałby się, zapewne będąc zawsze przy Sztabie a zdomowego siedzenia ta nieregularność dzieje się, że Poczty służby nawet ani musztry nie znaią, przy tym iż Pułk Cały zokoliczności Jakowey kiedy ściągać przychodzi, kilka niedziel Czasu zeyść musi na Samo zróżnych Stron zebranie się. Chcąc mieć regularnym y zawsze wgotowości Żołnierza tego, podwyższenie Żołdu potrzebne. Sztabs Officyerowie w tym Pułku znayduiący się, Gaż dla Siebie podług Rang Swoich nie maią. Konsystencya w Żyżmorach bardzo iest trudna, bez paszy, bez dowozu, a przy wielkiey drożyźnie zkąd upadek w Koniach znaczny w tym roku ponieśli i Wyznaczenia innego mieysca na stanowisko dopraszaią się.

Stan faktyczny pułku według „raty marcowej” z 1777 roku wynosił 369 żołnierzy. W 1779 w skład pułku wchodził sztab i chorągwie: chorągiew pułkownika, chorągiew podpułkownika, chorągiew majora, chorągiew rtm. A. Dowgiałły, chorągiew rtm. D. Sulkiewicza, chorągiew rtm. M. Baranowskiego, chorągiew rtm. A. Reyzewskiego, chorągiew rtm. J. Kryczyńskiego, chorągiew rtm. T. Rudziewicza, chorągiew rtm. M. Kryczyńskiego.
Reformy sejmu czteroletniego przewidywały w 1789 przyrost liczebności wojsk do armii 100 tysięcznej. Nieco później zmniejszono jej etat do 65 tysięcy. Przy zachowaniu etatu z 1776, nowy zaciąg dla jednostki przewidywał 620 ludzi, co razem miało stanowić 994 żołnierzy w służbie.
W 1794 pułk składał się ze sztabu i chorągwi: chorągiew pułkownika, chorągiew podpułkownika, chorągiew majora, chorągiew rtm. A. Reyzewskiego, chorągiew rtm. J. Kryczyńskiego, chorągiew rtm. M. Baranowskiego, chorągiew rtm. A. Miłaszewicza, chorągiew rtm. 1. Achmatowicza.
Wcielony do armii rosyjskiej pod nazwą pułku litewsko-tatarskiego.

## Walki pułku
Jego żołnierze walczyli pod Opsą (22 maja 1792), Mścibowem (10 lipca 1792) i Wojszkami (14 lipca 1792).

## Żołnierze pułku
Etatową obsadę oficerską normował etat stutysięczny wojska, według którego w  pułku powinni się znajdować: pułkownik, podpułkownik, dwóch majorów, kwatermistrz, audytor, dwóch adiutantów, czterech rotmistrzów z chorągwiami, czterech rotmistrzów sztabowych, ośmiu poruczników, ośmiu chorążych.
Obsadę oficerską chorągwi stanowili: komendant chorągwi - rotmistrz, porucznik i chorąży. W chorągwiach pułkownika, podpułkownika i majora - rotmistrz sztabowy od 1790. Nie było rangi podporucznika. Poza wymienionymi rangami służyli w pułku chorążowie nadkompletowi-tytularni (agreże), którzy stopniowo od 1790 roku zostali bądź awansowani na chorążych „aktualnych", bądź dymisjonowani. W korpusie oficerskim służyli głównie Tatarzy. Stanowili około 83% ogółu oficerów. W 1790 roku średni wiek chorążych wynosił 35, poruczników 49, a rotmistrzów 47 lat.
Pułkownicy:
- Mustafa Abraham Murza Tuhan Baranowski (12 listopada 1746) (1785),
- Michał Kirkor (1792)[7].

|  |  |